# Aussonce
Aussonce est une commune française située dans le département des Ardennes, en région Grand Est.

## Géographie

### Localisation
Aussonce est située à 18 km au sud de Rethel, à 24 km au nord-est de Reims, à 43 km au nord de Châlons-en-Champagne, et à 54 km au sud-ouest de la préfecture Charleville-Mézières.
Le territoire de la commune est limitrophe de sept communes, dont quatre se trouvent dans le département voisin de la Marne. Il touche en un point celui d'une huitième commune, Selles, à la jonction des territoires d'Heutrégiville et Pontfaverger-Moronvilliers.
| Warmeriville (Marne)  | Ménil-Lépinois                     | Juniville                   |
| Heutrégiville (Marne) | Aussonce                           | La Neuville-en-Tourne-à-Fuy |
| Selles (Marne)        | Pontfaverger-Moronvilliers (Marne) | Bétheniville (Marne)        |

### Hydrographie

#### Réseau hydrographique
La commune est dans la région hydrographique « la Seine du confluent de l'Oise (inclus) à l'embouchure » au sein du bassin Seine-Normandie. Elle est drainée par le ruisseau d'Aussonce,.

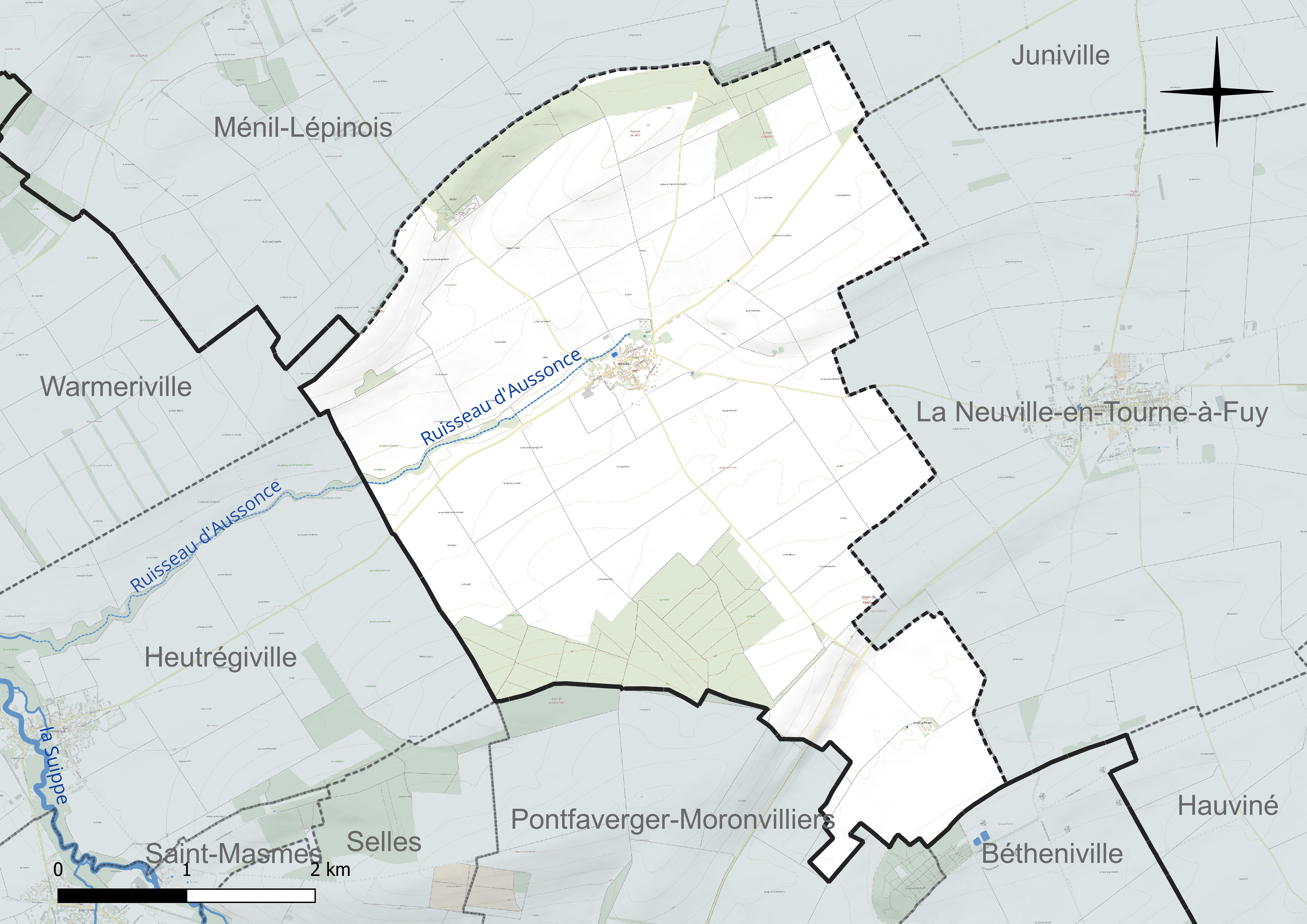
Réseaux hydrographique d'Aussonce.

#### Gestion et qualité des eaux
Le territoire communal est couvert par le schéma d'aménagement et de gestion des eaux (SAGE) « Aisne Vesle Suippe ». Ce document de planification, dont le territoire s’étend sur 3 096 km2 répartis sur trois départements (Aisne, Marne et Ardennes) et deux régions (Champagne-Ardenne et Picardie), a été approuvé le 16 décembre 2013. La structure porteuse de l'élaboration et de la mise en œuvre est le syndicat d’aménagement des bassins Aisne Vesle Suippe (SIABAVES).
La qualité des cours d’eau peut être consultée sur un site dédié géré par les agences de l’eau et l’Agence française pour la biodiversité.

### Climat
Pour des articles plus généraux, voir Climat du Grand Est et Climat des Ardennes.
En 2010, le climat de la commune est de type climat océanique dégradé des plaines du Centre et du Nord, selon une étude du Centre national de la recherche scientifique s'appuyant sur une série de données couvrant la période 1971-2000. En 2020, Météo-France publie une typologie des climats de la France métropolitaine dans laquelle la commune est exposée à un climat océanique altéré et est dans la région climatique Nord-est du bassin Parisien, caractérisée par un ensoleillement médiocre, une pluviométrie moyenne régulièrement répartie au cours de l’année et un hiver froid (3 °C).
Pour la période 1971-2000, la température annuelle moyenne est de 10,1 °C, avec une amplitude thermique annuelle de 15,5 °C. Le cumul annuel moyen de précipitations est de 731 mm, avec 11,7 jours de précipitations en janvier et 8,6 jours en juillet. Pour la période 1991-2020, la température moyenne annuelle observée sur la station météorologique de Météo-France la plus proche, « Juniville », sur la commune de Juniville à 7 km à vol d'oiseau, est de 10,8 °C et le cumul annuel moyen de précipitations est de 704,4 mm. 
La température maximale relevée sur cette station est de 41,3 °C, atteinte le 25 juillet 2019 ; la température minimale est de −22,1 °C, atteinte le 13 janvier 1968,,.
Les paramètres climatiques de la commune ont été estimés pour le milieu du siècle (2041-2070) selon différents scénarios d'émission de gaz à effet de serre à partir des nouvelles projections climatiques de référence DRIAS-2020. Ils sont consultables sur un site dédié publié par Météo-France en novembre 2022.

## Urbanisme

### Typologie
Au 1er janvier 2024, Aussonce est catégorisée commune rurale à habitat dispersé, selon la nouvelle grille communale de densité à 7 niveaux définie par l'Insee en 2022.
Elle est située hors unité urbaine. Par ailleurs la commune fait partie de l'aire d'attraction de Reims, dont elle est une commune de la couronne,. Cette aire, qui regroupe 294 communes, est catégorisée dans les aires de 200 000 à moins de 700 000 habitants,.

### Occupation des sols
L'occupation des sols de la commune, telle qu'elle ressort de la base de données européenne d’occupation biophysique des sols Corine Land Cover (CLC), est marquée par l'importance des territoires agricoles (84,2 % en 2018), une proportion sensiblement équivalente à celle de 1990 (84,1 %). La répartition détaillée en 2018 est la suivante :
terres arables (84,2 %), forêts (8,4 %), milieux à végétation arbustive et/ou herbacée (6,1 %), zones urbanisées (1,3 %). L'évolution de l’occupation des sols de la commune et de ses infrastructures peut être observée sur les différentes représentations cartographiques du territoire : la carte de Cassini (XVIIIe siècle), la carte d'état-major (1820-1866) et les cartes ou photos aériennes de l'IGN pour la période actuelle (1950 à aujourd'hui).

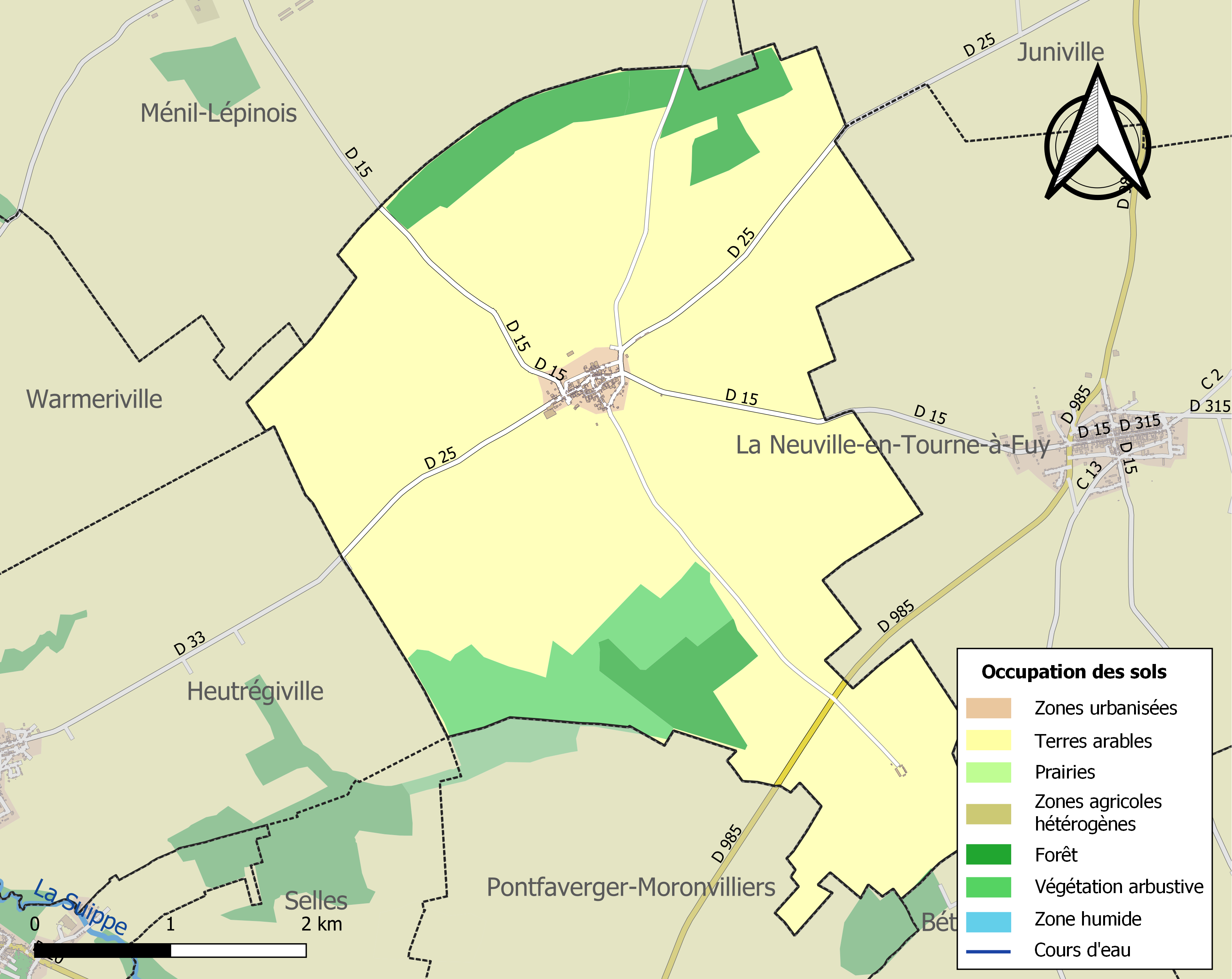
Carte des infrastructures et de l'occupation des sols de la commune en 2018 (CLC).

### Voies de communication et transports

#### Transports routiers
Le village est traversé par deux routes départementales ; la D15 le relie au Châtelet-sur-Retourne au nord-ouest, et à La Neuville-en-Tourne-à-Fuy à l'est, tandis que la D25 le relie à Juniville au nord-est, et à Heutrégiville au sud-ouest.
Aussonce est accessible depuis l'autoroute A34 par la sortie 21 (Le Pont Royal) située à 10 km,  dans le sens Charleville-Mézières - Reims, et la sortie 22 (Isles-sur-Suippe) située à 11 km, dans le sens Reims - Charleville-Mézières.

#### Transports ferroviaires
La gare la plus proche d'Aussonce est celle de Bazancourt dans la Marne, à 13 km. Elle est desservie par le TER Fluo qui circule entre Reims et Sedan en passant par Charleville-Mézières. Plus loin, Rethel, comme Reims, bénéficie de liaisons TGV, notamment avec Paris.
Il existe un projet de gare au Châtelet-sur-Retourne. Elle deviendrait alors la gare la plus proche du village, à une distance de 9 km contre 13 km pour Bazancourt.

### Commerces
Les commerces essentiels sont situés dans les bourgs plus importants aux alentours comme Juniville, Le Châtelet-sur-Retourne ou Pontfaverger-Moronvilliers dans la Marne. C'est dans cette dernière que se trouve le supermarché le plus proche.

## Histoire
Dans le clocher d'Aussonce, on pouvait lire l'inscription suivante : « Le 3 avril 1650, a eu lieu la bataille d'Aussonce entre les Allemands et les habitants. Elle a duré depuis neuf heures du matin jusqu'à sept heures du soir. Les habitants ayant été battus ont été obligés de fuir. Le feu a été mis au village, et il en est resté que quelques maisons et quatre granges ».

## Politique et administration
| Période        | Période                   | Identité                                    | Étiquette | Qualité                   |
| -------------- | ------------------------- | ------------------------------------------- | --------- | ------------------------- |
| XIXe siècle    |                           | Jules Frérot (1823-1894)                    |           | sylviculteur-pépiénériste |
|                | mars 2001                 | Germain Hainguerlot                         |           |                           |
| mars 2001      | mars 2008                 | Michel Peze                                 |           |                           |
| mars 2008      | aout 2015                 | Gilles Preaux                               |           |                           |
| septembre 2015 | En cours (au 25 mai 2020) | Bruno Ponsin Réélu pour le mandat 2020-2026 |           | Agriculteur               |

## Démographie
L'évolution du nombre d'habitants est connue à travers les recensements de la population effectués dans la commune depuis 1793. Pour les communes de moins de 10 000 habitants, une enquête de recensement portant sur toute la population est réalisée tous les cinq ans, les populations de référence des années intermédiaires étant quant à elles estimées par interpolation ou extrapolation. Pour la commune, le premier recensement exhaustif entrant dans le cadre du nouveau dispositif a été réalisé en 2005.

En 2022, la commune comptait 232 habitants, en évolution de +8,41 % par rapport à 2016 (Ardennes : −2,97 %, France hors Mayotte : +2,11 %).
| 1793 | 1800 | 1806 | 1821 | 1831 | 1836 | 1841 | 1846 | 1851 |
| ---- | ---- | ---- | ---- | ---- | ---- | ---- | ---- | ---- |
| 406  | 416  | 419  | 407  | 480  | 512  | 454  | 465  | 474  |

| 1866 | 1872 | 1876 | 1881 | 1886 | 1891 | 1896 | 1901 | 1906 |
| ---- | ---- | ---- | ---- | ---- | ---- | ---- | ---- | ---- |
| 440  | 426  | 395  | 350  | 313  | 316  | 298  | 289  | 277  |

| 1911 | 1921 | 1926 | 1931 | 1936 | 1946 | 1954 | 1962 | 1968 |
| ---- | ---- | ---- | ---- | ---- | ---- | ---- | ---- | ---- |
| 264  | 196  | 207  | 215  | 206  | 194  | 217  | 209  | 195  |

| 1975 | 1982 | 1990 | 1999 | 2005 | 2006 | 2010 | 2015 | 2020 |
| ---- | ---- | ---- | ---- | ---- | ---- | ---- | ---- | ---- |
| 145  | 136  | 138  | 157  | 161  | 156  | 188  | 213  | 220  |

| 2022 | - | - | - | - | - | - | - | - |
| ---- | - | - | - | - | - | - | - | - |
| 232  | - | - | - | - | - | - | - | - |

## Culture locale et patrimoine

### Lieux et monuments
- Église Saint-Sindulphe construite entre 1927 et 1936 qui rappelle le style champenois : porche avec entrée ouverte plein-cintre et haut pignon. Clocher à contreforts, allégé en hauteur par quatre baies et un clocheton hexagonal à horloges et abat-sons. Nef : fermes posées sur des consoles en pierre biseautées et cannelées, haute charpente en bois. Murs couverts d'une longue fresque avec chemin de croix. Maître-autel : béton-pierre avec incrustations de mosaïques et reliques de Sindulphe Vitraux de Simon 1927 (atelier remontant à 1640) 3 géométriques dans le chœur, 2 autour des fonts baptismaux (Jésus au puits de Jacob avec la Samaritaine, baptême du Christ)  6 autres verrières de Bertrand et Auger (de Lille) 1930 : barlotières reprenant le dessin de la croix (Christ remet les clés du paradis à Pierre ; Jésus enfant avec Joseph et Marie, Christ au mont des oliviers ; Cène ; présentation au temple ; Crucifixion) (cf Les églises des reconstructions dans les Ardennes, Coistia et Lecomte, 2013, Éditions terres noires)
- Chapelle Saint-Sindulphe : au pied de cette chapelle se trouve la source du ru appelé le Relais qui coule vers le département de la Marne à travers « les Marais » pour se jeter dans la Suippe sur le terroir d'Heutrégiville.
- Le cimetière allemand d'Aussonce[22] Le cimetière allemand se trouvait dans les bois (ayant appartenu au colonel Pierre Bouchez) sur la route d'Heutrégiville face au camp de concentration russe pendant la Première Guerre mondiale. Par la suite les corps ont été mis aux cimetières d'Aussonce et de Warmeriville. Après avoir vécu à La Neuville en TAF, le service d'entretien des sépultures militaires allemandes (SESMA) s'est installé à Heutrégiville sur un terrain vendu par René Verdelet. « La réconciliation par-dessus les tombes » étant la devise.[réf. nécessaire]
- Commanderie de Merlan.

### Personnalités liées à la commune
- Jules Frérot, né à Thin-le-Moutier le 9 janvier 1823, décédé à Aussonce le 5 octobre 1894, sylviculteur-pépiniériste établi à Aussonce, membre de la Société des agriculteurs de France, maire d’Aussonce pendant 21 ans, délégué cantonal, ancien suppléant de la justice de paix du canton de Juniville[23],[24].

### Héraldique
| Blason de Aussonce | Blason  | D'azur à la croix d'argent chargée en cœur d'une croisette pattée de gueules et cantonnée de quatre fleurs de lys d'or. |
| Blason de Aussonce | Détails | Le statut officiel du blason reste à déterminer.                                                                        |